# Sương muối

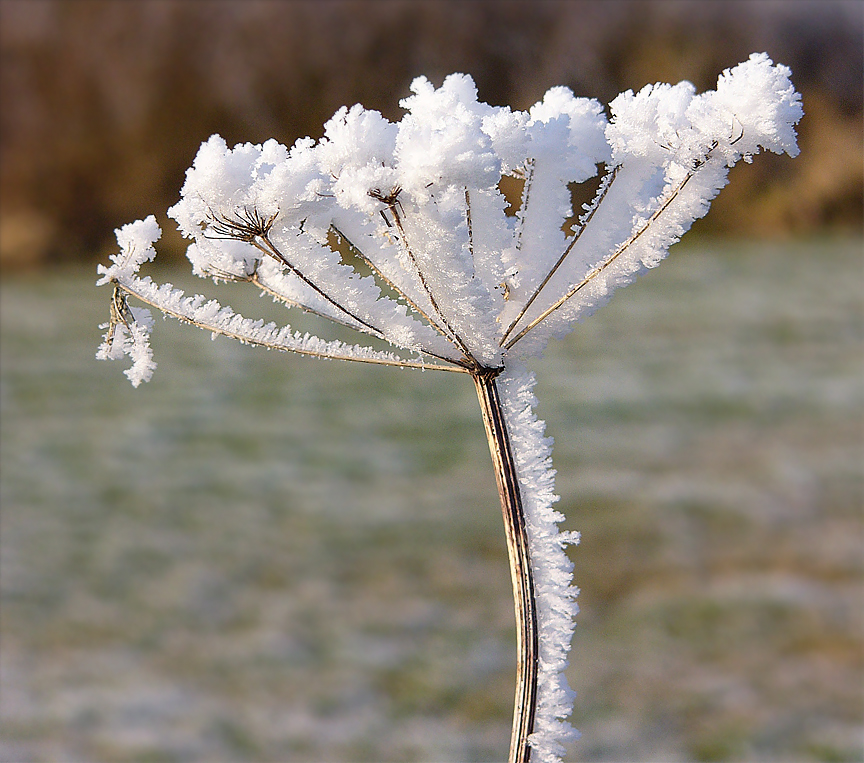
Sương muối trên cây

Sương muối còn gọi là sương giá là hiện tượng hơi nước đóng băng thành các hạt nhỏ và trắng như muối ngay trên mặt đất, bề mặt cây cỏ hoặc các vật thể khác khi không khí trên đó ẩm và lạnh. Trong khí hậu ôn đới sương muối thường xuất hiện ở dạng tinh thể màu trắng mỏng gần mặt đất, nhưng ở vùng khí hậu lạnh sương muối có các hình thức đa dạng hơn. Sương muối chủ yếu gồm các tinh thể băng hình thành như là kết quả của quá trình phát triển fractal.
Sương muối chỉ có màu trắng giống như tinh thể muối chứ nó thật không có vị mặn. Điều kiện hình thành sương muối khác với sương móc là nhiệt độ phải xuống dưới 0 độ C.
Xem ra "màu trắng" của nó đã được thể hiện trong tên gọi sương muối ở nhiều thứ tiếng trên thế giới, như tiếng Anh "hoar frost", trong đó "hoar" là "trắng như tóc hoa râm"; tiếng Trung là "bạch sương", bạch là trắng, tiếng Pháp là "gelée blanche", "blanche" là trắng. Có nơi cho rằng có 2 loại sương muối: "hoar frost" và "rime", nhưng với "rime", không khí ẩm ban đầu ngưng kết thành các hạt nước, sau đó mới bị lạnh đi để trở thành các hạt băng. Sương muối là hiện tượng nguy hiểm đối với nhiều loại cây trồng và vật nuôi.
Ở nước ta sau khi không khí lạnh về, vùng núi Bắc bộ nằm sâu trong không khí lạnh, đêm trời quang mây, lặng gió, không khí ẩm đã lạnh lại bị bức xạ mất nhiệt nên tiếp tục lạnh, nhiệt độ không khí giảm nhanh dẫn đến hình thành sương muối. Sương muối thường hình thành khi nhiệt độ không khí ≤ 4°C (trong lều khí tượng ở độ cao 2m), khi ấy nhiệt độ bề mặt các vật thể hay cây cỏ ở mặt đất đã có thể xấp xỉ  0 °C, nhưng phải đủ ẩm mới hình thành được sương muối. Các vùng đồng bằng nước ta chỉ có sương giá (không phải sương muối), song nó cũng nguy hiểm đối với một số cây trồng nếu thời gian sương giá kéo dài.
Vào mùa thu, về đêm trời thường quang đãng, gió lặng, nhưng buổi sáng ta lại thấy những giọt nước long lanh đọng trên ngọn cỏ, lá cây. Đó là những hạt sương móc. Sương móc hình thành do sự ngưng hơi nước trên các vật ở gần sát mặt đất khi nhiệt độ các vật này giảm xuống dưới điểm sương của không khí. Trời quang, gió lặng chính là điều kiện thuận lợi cho sự hình thành sương móc.
Nếu nhiệt độ mặt đất giảm xuống 0 °C hay thấp hơn, hơi nước sẽ ngưng kết thành thể rắn, xốp, có màu trắng như muối nên gọi là sương muối. Sương muối cũng là một loại thời tiết nguy hiểm vì nhiệt độ quá lạnh của nó làm chết cây trồng. Ở nước ta, hiện tượng sương muối thường xảy ra trong các tháng mùa đông, nhất là vào các tháng 12, tháng 1 và tháng 2.

Nơi hàng năm xuất hiện sương muối nhiều nhất là các tỉnh vùng núi Bắc Bộ, một số nơi trung du tỉnh Vĩnh Phúc, Hà Bắc, Hòa Bình cũng có hiện tượng này. Thậm chí vùng núi Thanh Hóa và Tây Nghệ An (Nghệ Tĩnh) cũng có năm xuất hiện sương muối (như tháng 12 năm 1975). Các tỉnh Trung Trung Bộ trở vào đến Nam Bộ hầu như không có hiện tượng sương muối.

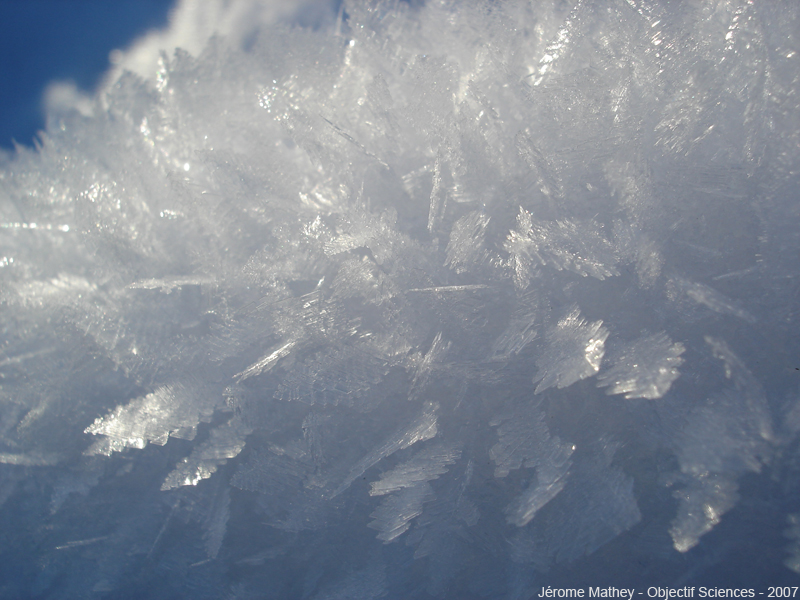
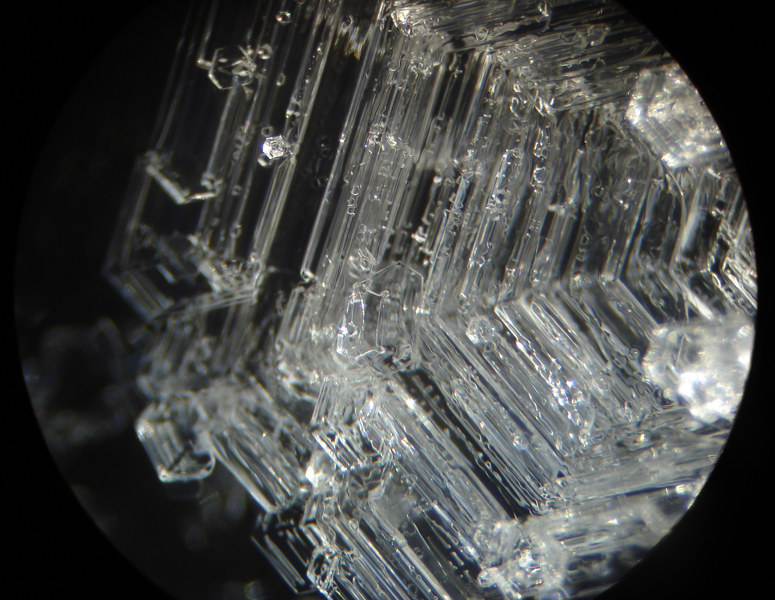
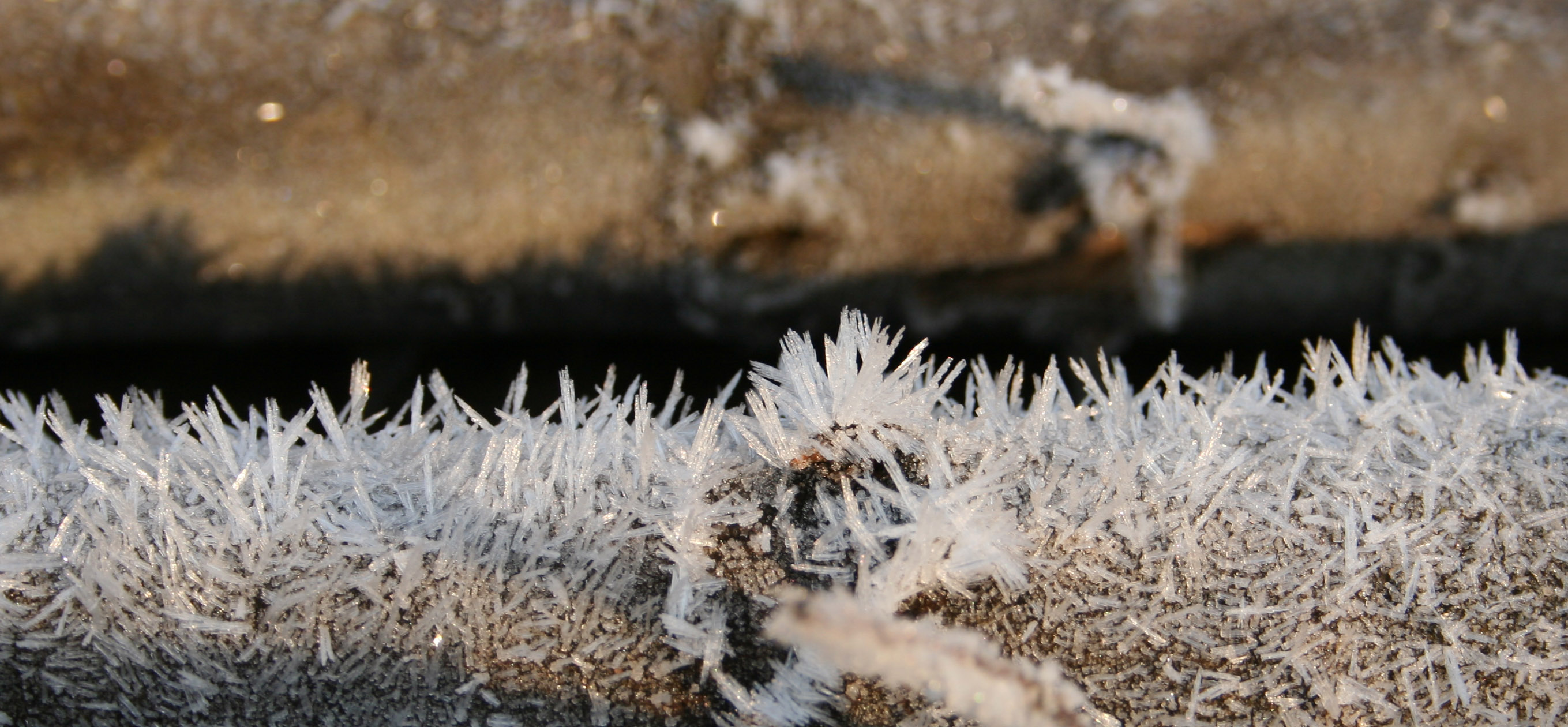
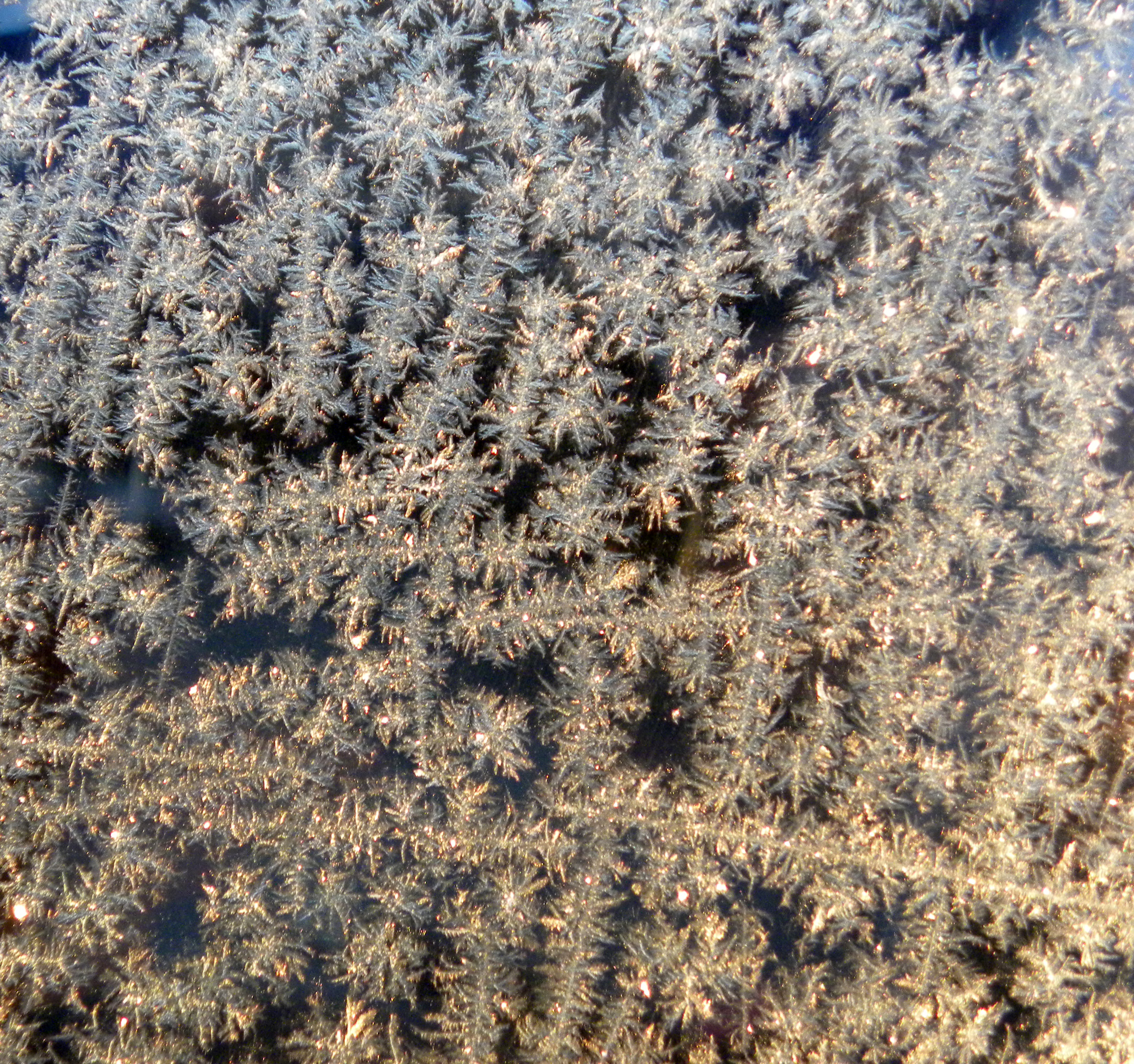
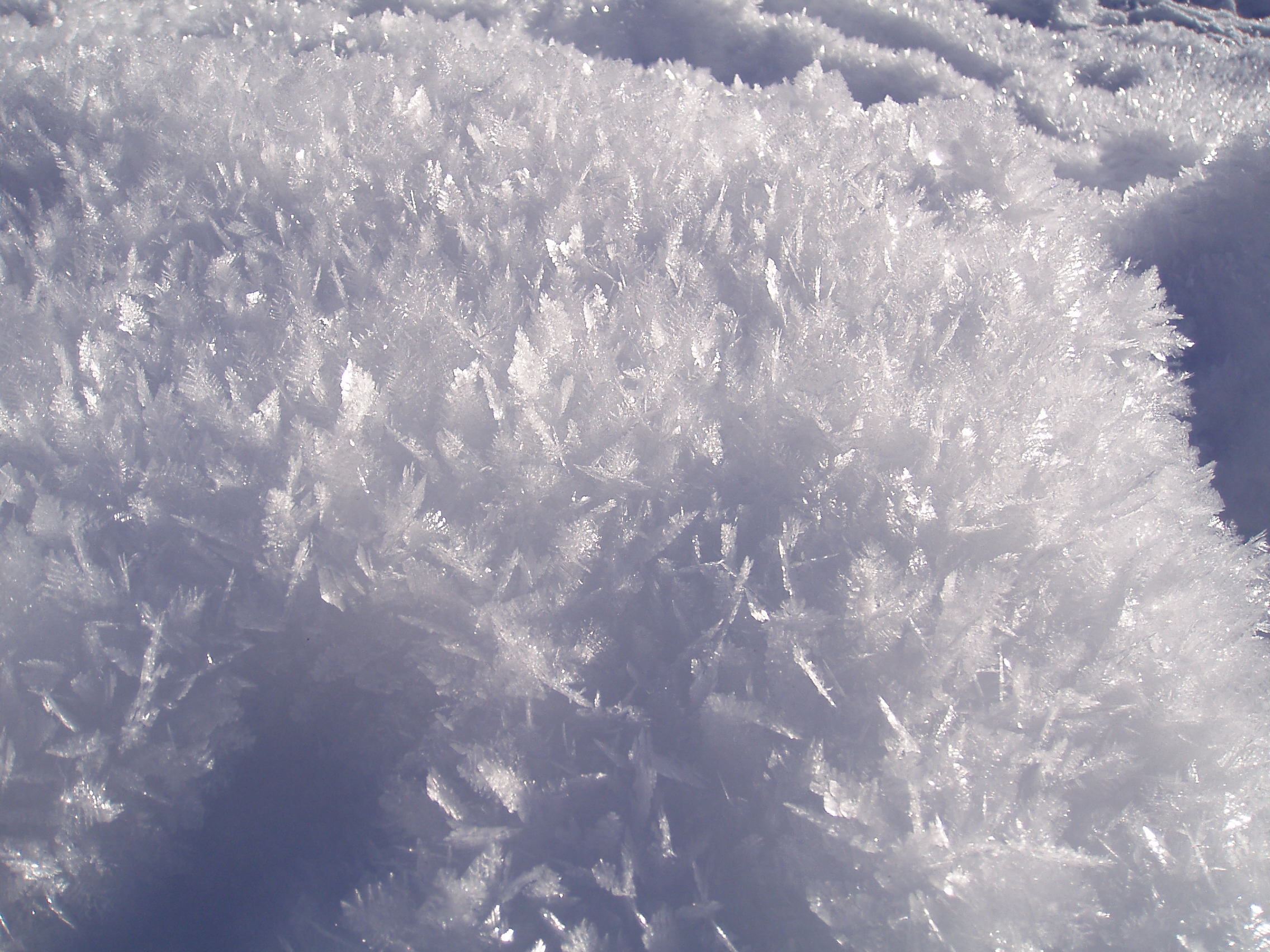